# Trae Bell-Haynes
Pour les articles homonymes, voir Bell et Haynes.
Trae Bell-Haynes, né le 5 septembre 1995 à Toronto, en Ontario, est un joueur canadien de basket-ball évoluant au poste de meneur.

## Biographie

### Carrière universitaire
Entre 2014 et 2018, il joue pour les Catamounts du Vermont à l'université du Vermont.

### Carrière professionnelle

#### Skyliners Frankfurt (2018-2019)
Le 21 juin 2018, automatiquement éligible à la draft 2018 de la NBA, il n'est pas sélectionné.
Durant l'été 2018, il participe à la NBA Summer League de Las Vegas avec les Bucks de Milwaukee.
Le 28 août 2018, il signe son premier contrat professionnel avec l'équipe allemande des Francfort Skyliners.
Le 19 février 2019, il quitte les Francfort Skyliners.

#### Herd du Wisconsin (mars - avril 2019)
Le 8 mars 2019, il rejoint l'équipe de G-League affiliée aux Bucks de Milwaukee, le Herd du Wisconsin.

#### Lions de Niagara River (2019)
Le 29 avril 2019, il rejoint l'équipe canadienne des River Lions de Niagara.

#### Helsinki Seagulls (2019-2020)
Le 9 septembre 2019, il signe avec l'équipe finlandaise des Helsinki Seagulls (en).

#### Lions de Niagara River (mai - juin 2020)
Le 8 mai 2020, il revient chez les River Lions de Niagara au Canada.

#### Crailsheim Merlins (2020-2021)
Le 30 juin 2020, il signe avec l'équipe allemande des Crailsheim Merlins (en).

#### Lions de Niagara River (2021)
Le 11 février 2021, il revient chez les River Lions de Niagara au Canada.

#### Crailsheim Merlins (2021-2022)
Le 13 juillet 2021, il signe avec l'équipe espagnole de Río Breogán.

#### Budućnost VOLI (2022-2023)
Le 16 juillet 2022, il signe avec l'équipe monténégrine du Budućnost VOLI.

#### Casademont Zaragoza (depuis 2023)
Le 5 juin 2023, il signe avec l'équipe espagnole du Casademont Zaragoza.

## Palmarès

### Universitaire
- CEBL Second Team All-Star en 2019
- 2× AP Honorable Mention All-American en 2017 et 2018
- 2× America East Player of the Year en 2017 et 2018
- 2× First-team All-America East en 2017 et 2018
- Third-team All-America East en 2016
- America East All-Rookie Team en 2015

### En club
- Champion du Monténégro en 2023
- Vainqueur de la coupe du Monténégro en 2023

### Sélection nationale
- Troisième à la Coupe du monde 2023

## Statistiques

### Universitaires
Les statistiques de Trae Bell-Haynes en matchs universitaires sont les suivantes :
| Saison    | Équipe   | Matchs | Titul. | Min./m | % Tir | % 3pts | % LF | Rbds/m. | Pass/m. | Int/m. | Ctr/m. | Pts/m. |
| --------- | -------- | ------ | ------ | ------ | ----- | ------ | ---- | ------- | ------- | ------ | ------ | ------ |
| 2014-2015 | Vermont  | 34     | 29     | 26,3   | 50,3  | 54,2   | 79,2 | 2,65    | 3,47    | 0,91   | 0,12   | 8,79   |
| 2015-2016 | Vermont  | 36     | 34     | 27,6   | 47,2  | 39,4   | 79,9 | 2,67    | 3,50    | 1,14   | 0,06   | 12,19  |
| 2016-2017 | Vermont  | 35     | 35     | 27,6   | 48,3  | 34,5   | 72,7 | 2,69    | 3,89    | 1,09   | 0,11   | 11,23  |
| 2017-2018 | Vermont  | 34     | 34     | 32,0   | 51,1  | 34,9   | 73,1 | 4,29    | 4,06    | 1,12   | 0,12   | 14,65  |
| Carrière  | Carrière | 139    | 132    | 28,4   | 49,2  | 38,5   | 76,3 | 3,06    | 3,73    | 1,06   | 0,10   | 11,72  |